# Rene Espina
Rene Espina (Cebu City, 26 december 1929 - 13 september 2019) was een Filipijns advocaat, politicus en suikerrietplantagehouder.

## Biografie
Rene Espina werd geboren op 26 december 1929. Hij groeide op in Cebu City en behaalde daar in 1951 ook zijn Associate of Arts-diploma aan de University of San Carlos. Drie jaar later voltooide hij zijn bacheloropleiding rechten aan de University of Southern Philippines. Op 22 januari 1955 slaagde hij voor het toelatingsexamen voor de Filipijnse balie.
In 1969 werd Espina gekozen in de Filipijnse Senaat. Zijn termijn als senator eindigde voortijdig toen president Ferdinand Marcos de Senaat na het uitroepen van de staat van beleg in 1972 ophief. Na de val van Marcos tijdens de EDSA-revolutie in 1986 deed Espina bij de verkiezingen van 1987 een gooi naar een tweede termijn als senator. De door hem behaalde 34e plaats was niet voldoende voor een zetel in de Senaat.
Espina was tevens voorzitter van de raad van bestuur, CEO en president van Ideal Pension Plans Corporation (IPPC), president van Liwayway Publishing Corporation en voorzitter van Discovery Bay Properties Inc. Ook was hij eigenaar en president van Polo Plantation Properties, een suikerrietplantage in barangay Polo in Tanjay in de provincie Negros Occidental. Espina schrijft bovendien columns in het Manila Bulletin.
In de tweede helft van de jaren 90 en in het eerste decennium daarna kwam Espina negatief in het nieuws toen hij in conflict kwam met landarbeiders en boeren op zijn suikerrietplantage in Polo, die meenden recht te hebben op een stuk van de plantage in het kader van het landhervormingsprogramma CARP. Espina vocht dit echter met succes tot en met het Hooggerechtshof van de Filipijnen aan. 